# Harry Evelyn Dorr Pollock
Harry Evelyn Dorr Pollock (* 24. Juni 1900 in Salt Lake City; † 15. März 1982 in Boston) war ein US-amerikanischer Anthropologe und Archäologe. Als solcher leistete er mit seinem Lebenswerk einen Beitrag zur Erforschung der Mayakultur.

## Leben
Pollock war ein Sohn von James Albert Pollock und Evelyn Prince Dorr. Er studierte Anthropologie an der Harvard University und graduierte zum Ph.D. 1927 begab er sich im Team von Sylvanus Morley nach Yucatán und begann seine Arbeit in Chichen Itza. Vor Ort traf er mit Eric Thompson und Jean Charlotte zusammen. Später arbeitete er auch eng mit Tatiana Proskouriakoff und Alfred Tozzer zusammen.
1940 heiratete er Katherine Winslow. Aus der Ehe ging der Sohn Harry Winslow Pollock hervor.
1966 wurde Pollock in die American Academy of Arts and Sciences gewählt.

## Werke
- A preliminary study of the ruins of Cobá, Carnegie Institution of Washington, 1932
- Round structures of aboriginal middle America, Carnegie institution of Washington, 1936
- Uaxactun, Guatemala. Group E - 1926-1931, Carnegie institution of Washington, 1937
- Mayapan, Yucatan, Mexico, Carnegie Institution of Washington, 1962
- Monographs and papers in Maya archaeology, 1970
- Maya blue: an updated record, 1971
- The Puuc. Peabody Museum, Cambridge 1980, ISBN 0-87365-693-8